# 横山弥生
横山 弥生（よこやま やよい、1951年 - ）は、日本の化学者。東京家政学院大学教授

## 経歴
- 1975年 東京大学理学部卒
- 1977年 東京大学大学院理学系研究科化学専門課程修士課程
- 1980年 東京大学大学院理研究科化学専門課程博士課程
- 1989年 東京家政学院大学家政学部助手
- 1991年 東京家政学院大学家政学部講師
- 1997年 東京家政学院大学家政学部助教授
- 2003年 東京家政学院大学家政学部教授

## 学位
理学博士（東京大学）（1980）

## 専門分野
- 有機化学

## 主な研究課題
- フォトクロミックフリルフルギド及びインドリルフルギドに関する研究
- スピロピラン誘導体のフォトクロミズムとサーモクロミズムに関する研究
- 光学活性有機フォトクロミック分子

## 主な論文
- 有機フォトクロミック化合物による物性・機能の可逆的制御(共著). 染料と薬品 （1997）
- Highly Diastereoselective Photochromic Cyclization of an Indolylfurgide Derivative Processing C 2-Symmetric Chiral Diol as an Auxiliary. Chemistry Letters （2001）
- Control of the Association of Clndolylfulgimide with Bis (Acylancino) Pyridene by Photochromism. Bulletin of the Chemical Society of Japan （2001）
- Theoretical CD Spectrum Evolution of the Indolxlfulgide Molecules by Using Semi-Empirical Molecular Orbital Calculations. Bulletin of the Chemical Society of Japan （2001）
- Diastereoselective Photochromism of Bisbenzothienyletenes with an Oxycarbonyl-Related Functional Group On the Side Chain. J. Org. Chem. （2004）
- Preparation and Photochromic Properties of Powder and Films of DNA-Dedodecyltrimethylammonium Ion Complex Containing Spiropiran Derivatives. Bull. Chem. Soc. Jpn. （2003）

## 所属学会
日本化学会、日本化学プログラム交換機構

## 参考資料
- 東京家政学院大学ホームページ
- 科学技術振興機構 研究開発支援総合ディレクトリ(ReaD)